# Григорово (Талдомский городской округ)
Григорово — деревня в Талдомском районе Московской области Российской Федерации, в составе сельского поселения Гуслевское. Население — 161 чел. (2010).
Располагается рядом с дорогой Р112 в 5,8 км от центра Талдома. Неподалёку от деревни находится исток реки Куйминки. Через речку проложен автомобильный мост. На противоположном берегу располагается деревня Серебренниково. Райцентр и деревню связывает регулярный автобусный маршрут № 22.
В деревне находится свиноводческое хозяйство ООО «Неофам-Талдом», а также предприятие лесозаготовки ООО «Оптима».

## Население
| 1859 | 1888 | 1926 | 2002 | 2006 | 2010 |
| ---- | ---- | ---- | ---- | ---- | ---- |
| 412  | ↘373 | ↗476 | ↘178 | ↗192 | ↘161 |

## История
Дата возникновения селения неизвестна, но обычно Григорово упоминается в документах вместе с Талдомом. Григорово и окружающие его деревни были во владениях Тверского епископа, потом стали государственными. Располагалась деревня на повороте Кашинского тракта.
- В 1781 году в Григорово был 21 двор и проживало 120 человек.
- В 1829 году в нём проживало 262 человека.
- В 1851 году деревня Григорово при ручье Куйме состояла из 45 дворов, проживало здесь 335 человек.
- В 1859 году было уже 68 дворов и 412 жителей.

Жители в основном занимались башмачным промыслом. В деревне имелась ветряная мельница, маслобойный и кирпичный заводы. Вот что сказано о Григорово в «Описании» 1888 года: «Деревня Григорово, прихода Талдомского, на холмистой местности; речка Куйма и ручей, Киривский омут. Поля скатистые, в концах полос застаивается вода. Почва подзолистая, подпочва — глина. Пробовали три года сеять гречиху, но не родится. Топлива покупают на двор рублей на 20. Скот пасут по пару и пустошам после снятия травы. Промысел башмачный отхожий. В селении — пять башмачных заведений. Землей владеют смешано. Работникам землю дают, только если они башмачники и могут оплачивать подати». Там же указано, что в 1888 году в деревне насчитывалось 69 дворов с 373 жителями. Семь семей имели наемных работников, три семьи — нищих.
Грамотность в Григорове была низкой: из мужчин её знали только 26 человек и одна женщина. Школу посещали только шесть мальчиков.
В 1927 году деревня была электрифицирована вместе с Серебренниково, путём подключения к новой торфяной Власовской электростанции.
С 1929 года в Григорове начинается организация колхоза «Земледелец». В 1931 году в коллективном хозяйстве задействованы все жители. Война нанесла ущерб хозяйству, где все пришлось вести почти одним женщинам.
В 2012—2013 годах, согласно программе по газификации Московской области до 2017 года, деревня должна быть газифицирована Мособлгазом.